# Hugo Valente
Hugo Valente (ur. 17 czerwca 1992 roku w Paryżu) – francuski kierowca wyścigowy.

## Kariera
Valente rozpoczął karierę w wyścigach samochodowych w 2008 roku od startów w Akademii Formuły Euro Series, gdzie dwukrotnie stawał na podium, a raz na jego najwyższym stopniu. Z dorobkiem 52 punktów uplasował się tam na ósmej pozycji w klasyfikacji generalnej. W późniejszych latach pojawiał się także w stawce Zachodnioeuropejskiego Pucharu Formuły Renault 2.0, Europejskiego Pucharu Formuły Renault 2.0, Brytyjskiej Formuły Renault, World Touring Car Championship oraz SEAT Leon Supercopa France.

## Statystyki
| Sezon | Seria                                          | Zespół             | Wyścigi | Zwycięstwa | PP | NO | Podium | Punkty | Pozycja |
| ----- | ---------------------------------------------- | ------------------ | ------- | ---------- | -- | -- | ------ | ------ | ------- |
| 2008  | Akademia Formuły Euro Series                   | Autosport Academy  | 14      | 1          | 0  | 0  | 2      | 42     | 8       |
| 2009  | Zachodnioeuropejski Puchar Formuły Renault 2.0 | SG Formula         | 14      | 0          | 0  | 0  | 0      | 30     | 11      |
| 2009  | Europejski Puchar Formuły Renault 2.0          | SG Formula         | 14      | 0          | 0  | 0  | 0      | 5      | 24      |
| 2010  | Europejski Puchar Formuły Renault 2.0          | Tech 1 Racing      | 16      | 0          | 0  | 0  | 1      | 28     | 12      |
| 2010  | Brytyjska Formuła Renault                      | Tech 1 Racing      | 2       | 0          | 0  | 0  | 0      | 22     | 21      |
| 2012  | SEAT Leon Supercopa France                     | Clairet Sports     | 11      | 3          | 1  | 3  | 6      | 268    | 2       |
| 2012  | WTCC                                           | SUNRED Engineering | 2       | 0          | 0  | 0  | 0      | 0      | NS      |
| 2012  | WTCC - Trofeum dla kierowców niezależnych      | SUNRED Engineering | 2       | 0          | 0  | 0  | 0      | 0      | NS      |
| 2013  | WTCC                                           | Campos Racing      | 13      | 0          | 0  | 0  | 0      | 4      | 20      |
| 2013  | WTCC - Trofeum dla kierowców niezależnych      | Campos Racing      | 13      | 0          | 0  | 0  | 0      | 27     | 11      |
| 2014  | WTCC                                           | Campos Racing      | 23      | 0          | 0  | 1  | 3      | 85     | 12      |